# Stejaru (okręg Aluta)
Stejaru – wieś w Rumunii, w okręgu Aluta, w gminie Milcov. W 2011 roku liczyła 67 mieszkańców.